# Tjärnmyrtjärnen (Arjeplogs socken, Lappland)
Tjärnmyrtjärnen är en sjö i Arjeplogs kommun i Lappland och ingår i Umeälvens huvudavrinningsområde.